# Rasova
Rasova è un comune della Romania di 3 910 abitanti, ubicato nel distretto di Costanza, nella regione storica della Dobrugia.
Il comune è formato dall'unione di 2 villaggi: Cochirleni e Rasova.